# Orlik złocisty
Orlik złocisty (Aquilegia chrysantha) – gatunek rośliny należący do rodziny jaskrowatych. Pochodzi z południowo-zachodnich Stanów Zjednoczonych – występuje na obszarach od południowych krańców stanu Utah, przez Teksas, Nowy Meksyk, Kolorado po północną Arizonę.

## Morfologia
PokrójByliny o licznych, wzniesionych łodygach, mierzących od 30 do 120 centymetrów.
LiścieOdziomkowe, potrójnie trójlistkowe, pojedyncze listki głęboko wcinane.
KwiatyPojedyncze, rozwijają się na długich szypułkach powyżej liści. Działki kielicha i płatki korony w liczbie 5, posiadają długie rurkowate ostrogi. Wszystkie części kwiatu są barwy żółtej. Kwitnienie trwa od czerwca do września.